# Franz-Nabl-Institut für Literaturforschung

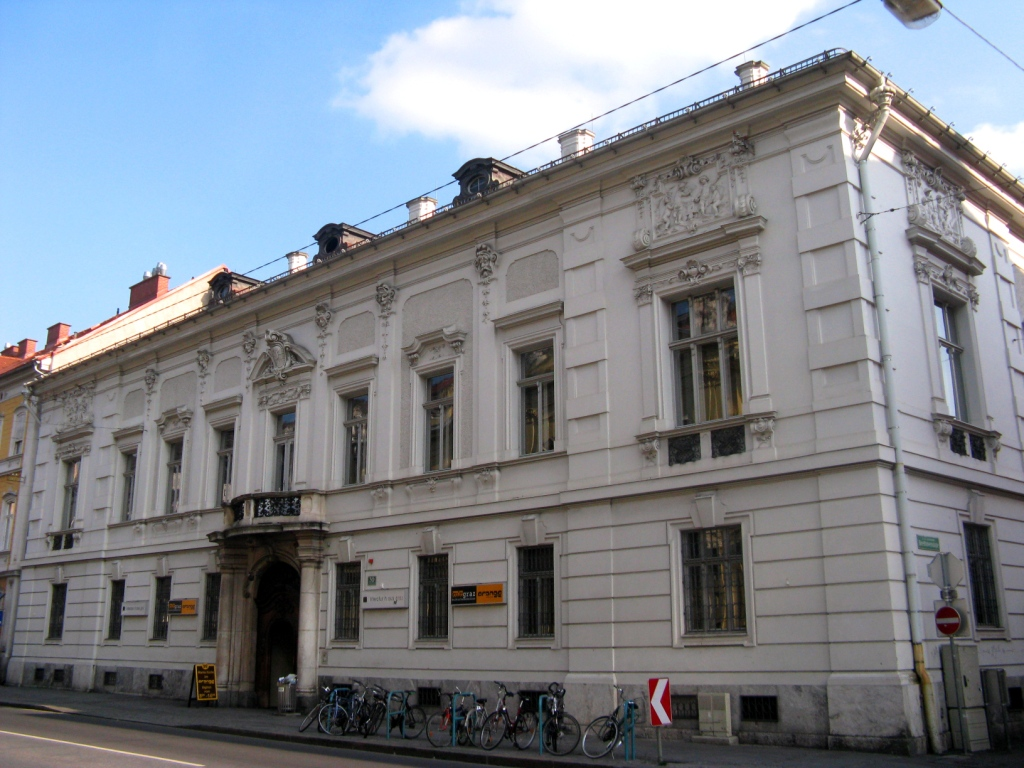
Franz-Nabl-Institut für Literaturforschung, Graz

Das Franz-Nabl-Institut für Literaturforschung ist ein seit 1990 bestehendes Institut der Karl-Franzens-Universität Graz, das sich vor allem mit österreichischer Literatur und deutschsprachiger Gegenwartsliteratur auseinandersetzt. Ferner bildet es ein steirisches Literaturarchiv mit Vor- und Nachlässen diverser Autoren. Seinen Namen trägt das Institut nach dem österreichischen Schriftsteller Franz Nabl.

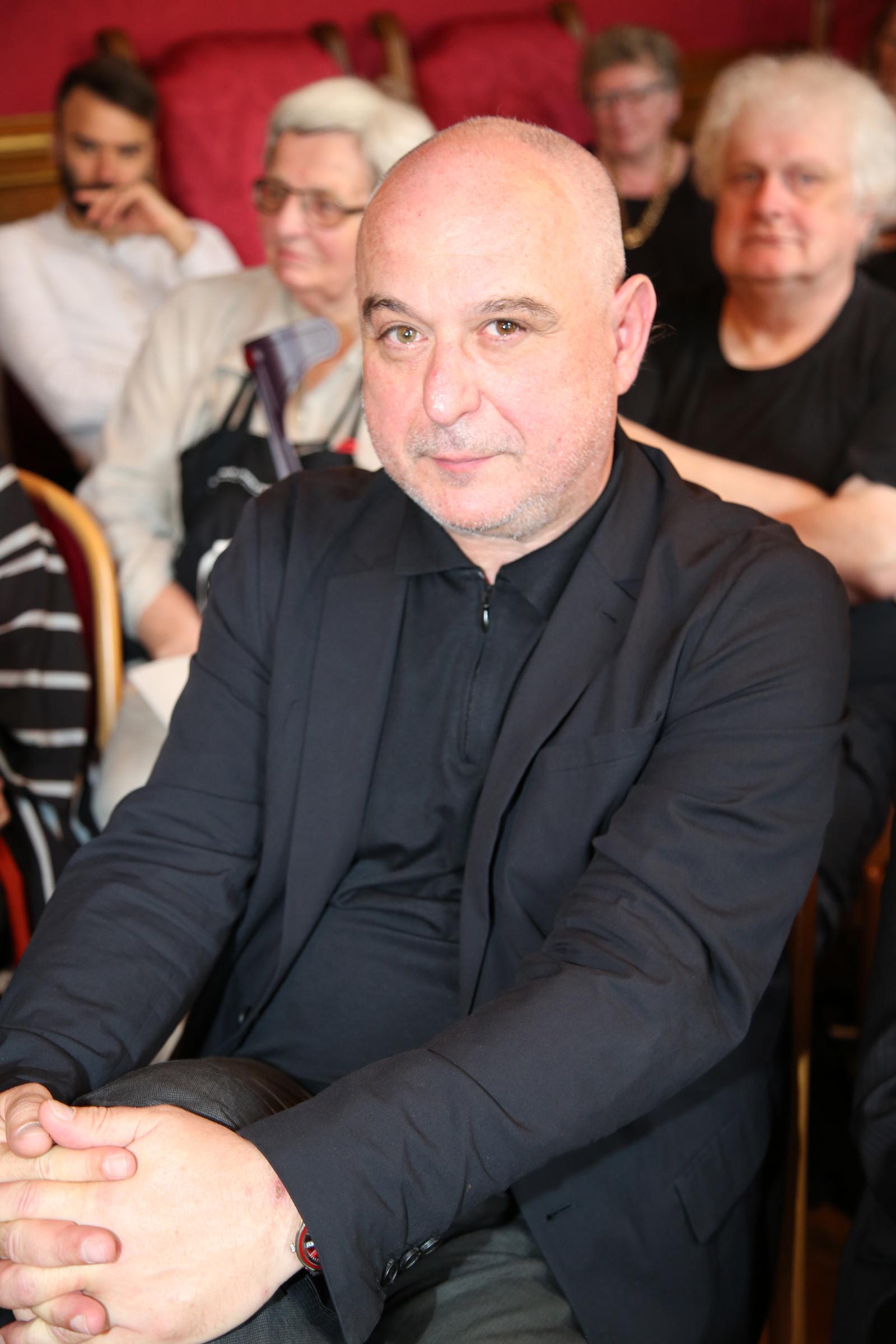
Klaus Kastberger (Leiter des Franz-Nabl-Instituts)

In seiner Tätigkeit ist das Nabl-Institut eng an das 2003 gegründete Literaturhaus Graz geknüpft. Beide Institutionen wurden vom Grazer Germanisten Gerhard Melzer gegründet und werden seit 2015 von Klaus Kastberger geleitet.

## Forschungstätigkeiten

### Archivaufarbeitung
Das Franz-Nabl-Institut arbeitet die Vor- und Nachlässe zahlreicher steirischer Autoren auf. Diese Tätigkeit hat sich auch in der archivtheoretischen Reihe „Literatur und Archiv“ etabliert. Im Besonderen wird dabei das Prosawerk Werner Schwabs vor seinem Durchbruch am Theater untersucht.

#### Schwarzbauer-Sammlung
Außerdem verfügt das Institut über eine vom Grazer Autor und Kulturjournalisten Heribert Schwarzbauer (1922–2009) zusammengetragene und zur Verfügung gestellte Zeitungsausschnitt-Sammlung, die Aufschluss über das Literaturleben in Österreich und der Steiermark ab den 1950er Jahren gibt. Mittlerweile besteht diese Sammlung aus Zeugnissen zu mehr als 1100 steirischen, österreichischen und internationalen Schriftstellern.

#### Sammlung zur internationalen Rezeption der Grazer Gruppe
Weiters entstand im Rahmen eines Forschungsprojekts zur internationalen Rezeption der Grazer Gruppe bis 1996 und darüber hinaus (1992–2002) eine Sondersammlung zu ebendiesem Thema (im Konkreten zur Rezeption von Wolfgang Bauer, Gunter Falk, Barbara Frischmuth, Reinhard P. Gruber, Peter Handke, Klaus Hoffer, Elfriede Jelinek, Gert Jonke, Alfred Kolleritsch, Peter Rosei, Gerhard Roth, Michael Scharang und Werner Schwab), das in Form von Zeitungsausschnitt-Konvoluten, Sekundärliteratur in Buchform und als Zeitschriften-Kopien, selbständigen und unselbständigen Primärtexte sowie teilweise auch Audio- und Videoaufnahmen nachverfolgt werden kann.

#### manuskripte-Archiv
Ab dem zweiten Halbjahr 2021 wird auch das Archiv zur von Alfred Kolleritsch begründeten Literaturzeitschrift manuskripte – formal im Besitz der Steirischen Landesbibliothek – als Dauerleihgabe am Franz-Nabl-Institut literaturwissenschaftlich aufgearbeitet werden.

### Historisch-kritische Horváth-Ausgabe
Überdies wird derzeit – sowohl analog als auch digital – an einer historisch-kritischen Ausgabe Ödön von Horváths gearbeitet, wobei von den projizierten 18 Bänden bereits 15 bei De Gruyter veröffentlicht wurden. Neben der Veröffentlichung in Buchform, die zudem als Open-Access-Publikationen zur Verfügung steht, entsteht gemeinsam mit dem Zentrum für Informationsmodellierung eine digitale Edition, wovon bereits die Geschichten aus dem Wiener Wald vorliegen.

## Publikationen